# Sauvagesia ramosissima
Sauvagesia ramosissima är en tvåhjärtbladig växtart som beskrevs av Richard Spruce och August Wilhelm Eichler. Sauvagesia ramosissima ingår i släktet Sauvagesia och familjen Ochnaceae. Inga underarter finns listade i Catalogue of Life.